# Carlo Furno
Carlo Furno (Bairo, 2 december 1921 – Rome, 9 december 2015) was een Italiaans geestelijke en een kardinaal van de Rooms-Katholieke Kerk.
Furno studeerde aan het Diocesaan College van Ivrea, aan de theologische faculteit van het Salesiaanse Crocetto Athenaeum in Turijn en aan het Pauselijk Romeins Seminarie, waar hij in 1953 promoveerde in canoniek recht en burgerlijk recht.
Op 25 juni 1944 werd Furno priester gewijd. Vervolgens werkte hij als pastoor in Ozegna. Van 1951 tot 1953 studeerde hij aan de Pauselijke Ecclesiastische Academie, de diplomatenopleiding van de Heilige Stoel. Na zijn afstuderen werd hij attaché aan de apostolische nuntiaturen in Colombia en Ecuador. In 1955 werd hij benoemd tot kamerheer van de paus. Van 1957 tot 1962 was hij als secretaris verbonden aan de apostolische delegatie in Jeruzalem. Van 1962 tot 1973 was hij medewerker van het secretariaat voor Algemene Zaken van de Heilige Stoel, de zogenaamde eerste afdeling van het staatssecretariaat. In 1966 werd hij benoemd tot ereprelaat van Zijne Heiligheid. Vanaf 1966 doceerde Furno daarnaast aan de Pauselijke Ecclesiastische Academie.
Op 1 augustus 1973 werd Furno benoemd tot nuntius voor Peru; hij werd tevens benoemd tot titulair aartsbisschop van Abari. Zijn bisschopswijding vond plaats op 16 september 1973. Op 25 november 1978 volgde zijn benoeming tot nuntius voor Libanon. Op 21 augustus 1982 werd hij benoemd tot nuntius voor Brazilië. Op 15 april 1992 volgde zijn benoeming tot nuntius voor Italië.
Furno werd tijdens het consistorie van 26 november 1994 kardinaal gecreëerd. Hij kreeg de rang van kardinaal-diaken. Zijn titeldiakonie werd de Sacro Cuore di Cristo Re. In 2005 opteerde hij voor de rang der kardinaal-priesters. In eerste instantie werd zijn titeldiakonie pro hac vice tot titelkerk verheven; in 2006 werd de Sant'Ofrio zijn titelkerk.
Furno werd op 21 december 1995 benoemd tot grootmeester van de Orde van het Heilig Graf van Jeruzalem. Op 29 september 1997 werd hij tevens  aartspriester van de basiliek van Santa Maria Maggiore, wat hij bleef tot 27 mei 2004.
Furno ging op 27 juni 2007 met emeritaat.
- International Standard Name Identifier: 0000 0004 3957 5100
- Nationale Bibliotheek van Polen: a0000003054092
- Istituto Centrale per il Catalogo Unico: SBNV045412
- Virtual International Authority File: 311427935